# Kroatiens socialistiska arbetarparti
Kroatiens socialistiska arbetarparti (kroatiska: Socijalistička radnička partija Hrvatske, förkortat SRP) är ett utomparlamentariskt politiskt parti i Kroatien. Partiet går motströms i dagens Kroatien då det försöker upprätthålla det goda ryktet hos den jugoslaviska partisanrörelsen i historieskrivningen. Partiet är deltagare i det årligen arrangerade Internationella kommunistiska seminariet och är också medlem i en av de många fjärde internationaler som finns.